# Occupazione di Vercelli
L'occupazione di Vercelli da parte dell'Impero austriaco è un episodio della seconda guerra d'indipendenza italiana, avvenuto tra il 2 e il 19 maggio 1859. L'occupazione terminò al sopraggiungere dell'esercito piemontese, che recuperò la città.

## Gli eventi

### L'occupazione
Dopo lo scoppio della guerra, il 29 aprile 1859 il feldmaresciallo austriaco Ferencz Gyulai aveva ordinato alle proprie truppe, raggruppate a Pavia, di oltrepassare il fiume Ticino e il 2 maggio gli austriaci riuscirono a entrare a Vercelli, dopo aver conquistato Mortara e Novara senza particolari difficoltà. Tali aree erano rimaste perlopiù sguarnite dal momento che i piemontesi, in attesa dell'arrivo dell'esercito di Napoleone III dalla Francia, avevano compreso di non poter da soli fronteggiare l'avanzata degli imperiali.

### L'avanzata impossibile

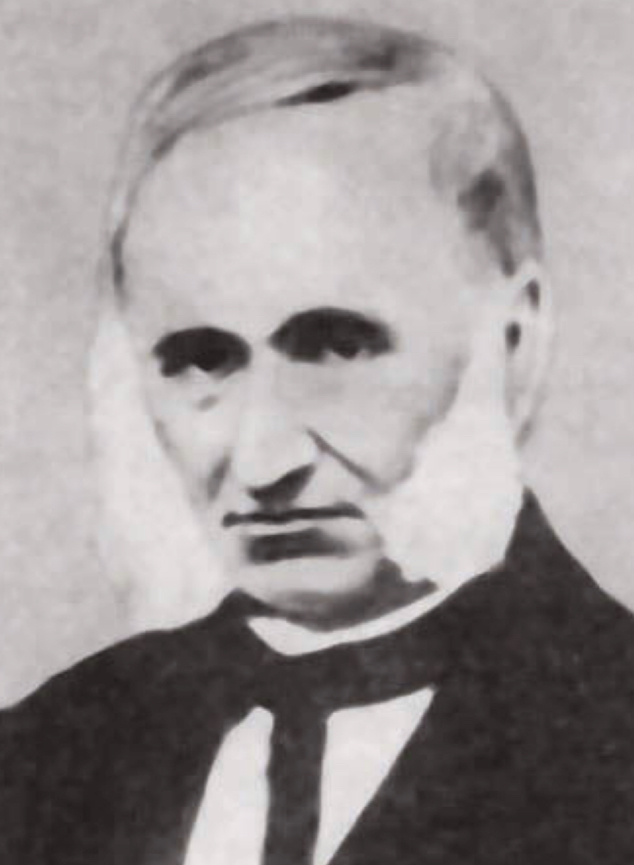
Carlo Noè, artefice dell'allagamento che bloccò l'avanzata austriaca

Dopo l'occupazione della città, da Vercelli Gyulai decise di lanciare un corpo d'armata composto da 45 000 uomini e 200 cannoni in direzione di Torino, passando per Cigliano e Livorno Piemonte (l'odierna Livorno Ferraris). Dopo meno di 24 ore, però, il feldmaresciallo austriaco fu costretto a far rientrare tutte le sue truppe a Vercelli nell'impossibilità di proseguire dal momento che, come era accaduto nella battaglia di Zinasco, l'ingegnere Carlo Noè, al seguito dei piemontesi, aveva disposto l'apertura dei canali d'irrigazione e l'inondazione delle piane circostanti la città, fatto che rese di fatto impossibile la prosecuzione per cavalli e artiglieria.

### La ritirata
Qualche giorno dopo gli austriaci dovettero ritirarsi dapprima a Rosasco e poi a Robbio, lasciando solo 7000 uomini a continuare l'occupazione della città, i quali il 19 maggio vennero costretti a retrocedere per l'avanzare dell'esercito franco-piemontese, passando il Sesia e facendo saltare due arcate del ponte su cui tra l'altro passava l'unico binario della ferrovia Torino-Novara. Quella sera stessa entrò a Vercelli il reggimento di cavalleria "Piemonte Reale".
L'occupazione degli austriaci durò in tutto 17 giorni, dal 2 al 19 maggio, e costò al comune di Vercelli 1 400 000 lire dell'epoca, cifra che non venne mai rimborsata tra i danni di guerra.

## In letteratura
L'allagamento del Vercellese è raccontato dal novarese Romolo Barisonzo nel capitolo Il povero Gyulai e l'alluvione dell'ingegner Noè dell'opera Fatal Novara del 1979.

### Approfondimenti
- Ambrogio Viviani, Magenta, 4 giugno 1859. Dalle ricerche la prima storia vera, Zeisciu Centro Studi, 2009 (edizione speciale per i 150 anni della Battaglia di Magenta).
- Victor Paulin, La guerra d'Italia del 1859. Quadro storico, politico e militare, Zeisciu Centro Studi, 2009.
- Claudia Baratti, Gli antefatti della costruzione del Canale Cavour: il pesante contributo del territorio rurale nella II Guerra d'Indipendenza (PDF), in Est Sesia, n. 119, Novara, Associazione Irrigazione Est Sesia, ottobre 2016 - luglio 2019,  pp. 12-14. URL consultato il 23 maggio 2025.